# Macrogollaurylether

Allgemeine Strukturformel von Macrogollaurylethern

Macrogollaurylether sind grenzflächenaktive Substanzen aus der Gruppe der Polyalkylenglycolether. Es handelt sich um Ether verschiedener Polyethylenglycole (Macrogole) mit Fettalkoholen, hauptsächlich Laurylalkohol.
Aufgrund ihrer grenzflächenaktiven Eigenschaften werden Macrogollaurylether als Emulgatoren und Solubilisierungsmittel in Kosmetika und Arzneimitteln verwendet. Die Type Macrogollaurylether 9 (Polidocanol) wird arzneilich zur Verödung von Krampfadern (Varizen), Besenreisern und Hämorrhoidalleiden eingesetzt, wozu es in das entsprechende Gewebe injiziert wird. Äußerlich angewendet wirkt es juckreizstillend.

## Eigenschaften

### Chemisch-physikalische Eigenschaften
Der Ethoxylierungsgrad eines Macrogollaurylethers bestimmt seine chemisch-physikalischen Eigenschaften:
- Macrogollaurylether mit 3 bis 5 EO-Einheiten sind farblose Flüssigkeiten und praktisch unlöslich in Wasser, löslich oder dispergierbar in Ethanol 96 %, und praktisch unlöslich in Petrolether; sie stellen W/O-Emulgatoren dar.
- Macrogollaurylether mit 9 bis 23 EO-Einheiten sind weiße, wachsartige Massen und löslich oder dispergierbar in Wasser, löslich in Ethanol 96 % und praktisch unlöslich in Petrolether; sie fungieren als O/W-Emulgatoren bzw. Lösungsvermittler.

Der Nominalgehalt an EO-Einheiten wird als Ziffer dem Namen angefügt. Der in der Kosmetik verwendete Name (INCI) für die Macrogollaurylether ist Laureth; also je nach Ethoxylierungsgrad beispielsweise Laureth-4, Laureth-9 oder Laureth-23.

Strukturformel von Macrogollaurylether 9 (Polidocanol)

Eine besonders reine Qualität von Macrogollaurylether 9 für die arzneiliche Verwendung – mit einer mittleren Fettalkyl-Kettenlänge von 10 bis 14 C-Atomen und einer mittleren Anzahl an EO-Einheiten von 7 bis 11, entsprechend einer relativen Molmasse von 400 für den Polyoxyethylen-Teil – ist unter dem Namen Lauromacrogol 400 (Synonym bzw. früherer Name Polidocanol 600 oder kurz Polidocanol, Handelsname z. B. Thesit) im Europäischen Arzneibuch beschrieben. Macrogollaurylether 9 geht durch Schmelzen bei 24 °C in eine farblose bis gelbliche, viskose Flüssigkeit über.

### Pharmakologische Eigenschaften
Typen wie etwa der Macrogollaurylether 9 haben zudem oberflächenbetäubende lokalanästhesierende Eigenschaften.

## Verwendung

### Medizin
Zur Verödung von Hämorrhoiden oder Besenreisern wird Lauromacrogol 400 (Polidocanol) in 0,25- bis 3%iger Konzentration in einer ethanolisch-wässriger Lösung verwendet, die intravenös oder submukös injiziert wird. Lauromacrogol 400 schädigt hierbei das Endothel der Blutgefäße. Nach der Injektion wird ein Kompressionsverband angelegt, wobei die geschädigten Venenwände aneinander gepresst werden. Dadurch wird eine Thrombenbildung verhindert und es erfolgt die erwünschte Umwandlung in fibröses Gewebe und somit die Sklerosierung.

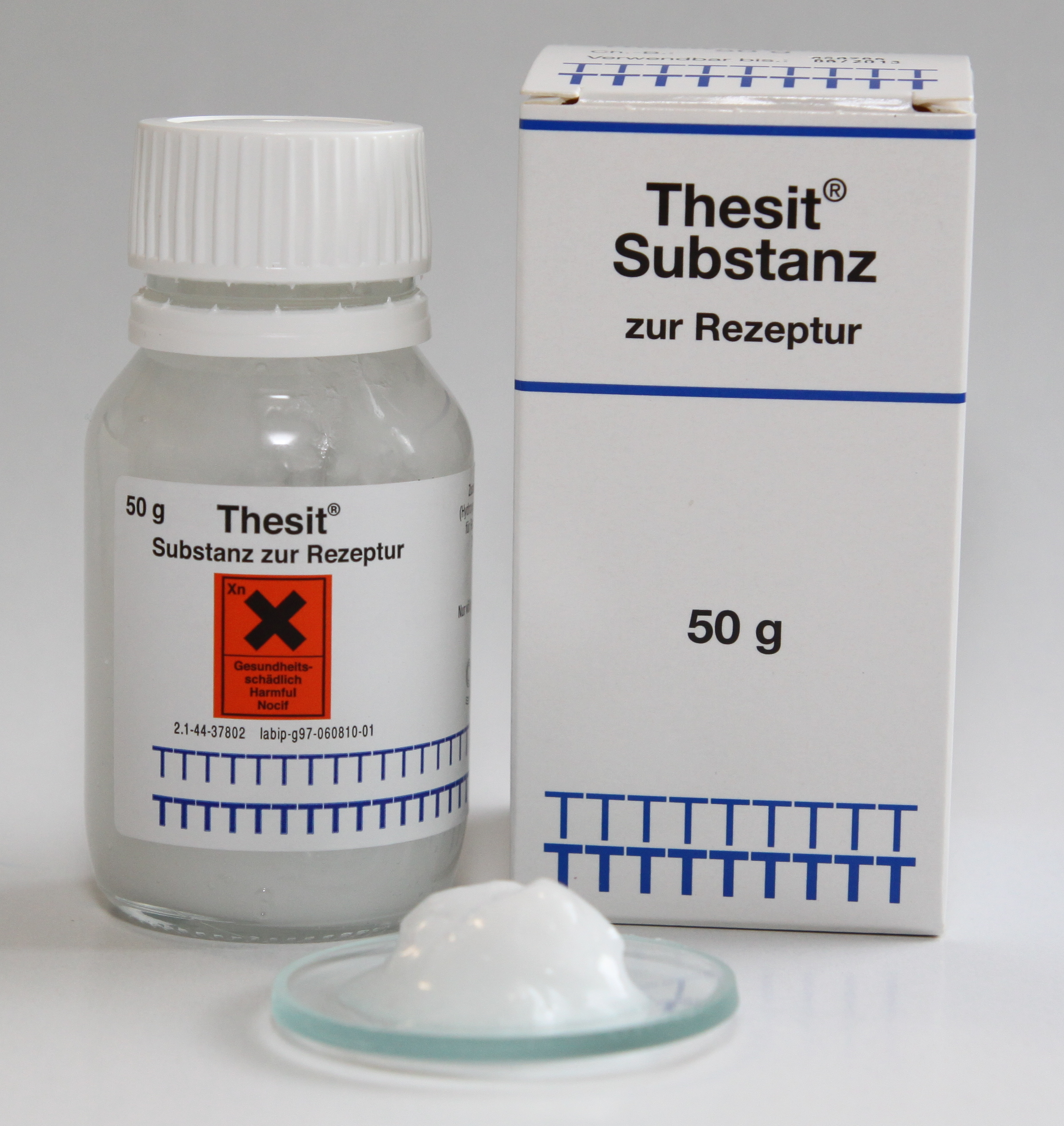
Thesit Substanz für die Rezeptur ist stark dickflüssig bis wachsartig.

In drei- bis fünfprozentiger Konzentration wird Lauromacrogol 400 ferner in dermatologischen Rezepturen (Salben, Cremes oder Gelen) zur Schmerz- und Juckreizlinderung verwendet, etwa bei Neurodermitis, juckenden Dermatosen und Ekzemen. Dabei kann es auch mit anderen Arzneistoffen kombiniert werden. Auch in Fertigarzneimitteln und medizinischen Hautpflegeprodukten kommen Macrogollaurylether zur Anwendung.
Fertigarzneimittel
Monopräparate: Aethoxysklerol (D, A, CH), Anaesthesulf (D), Asclera (USA), Recessan (D, A), Sclerovein (CH),
Kombinationspräparate: Acoin (D), Antidry calm (CH), Assan rem (CH), Balmed Hermal Plus (A, CH), Balneum Hermal Plus (D), Brand- und Wundgel (D), Dentalgin (A), Dentinox (D, A), Eludril (CH), Lindosan (A), Linola Fett-N Ölbad (D), Optiderm (D, A), Pruri-med (CH), Prurimix (A), Solcoseryl (D, A, CH), Sportusal Emgel/ Spray sine heparino (CH), Venucrem (CH), Vonum (A)

### Kosmetik
Macrogollaurylether (INCI Name: Laureth) wie etwa Macrogollaurylether 9 (Laureth-9) wird in Rinse-off-Produkten wie Haarwaschmitteln und Waschlotionen in Konzentrationen bis zu 4 % als nichtionischer Emulgator und Netzmittel verwendet. Wegen des kurzen Hautkontaktes bis zum Abwaschen wird ein lokalanästhesierender Effekt ausgeschlossen. In Leave-on-Präparaten, also Präparaten, die länger auf der Haut verbleiben wie Hautcremes und Lotionen, kommt Macrogollaurylether in Konzentrationen bis zu 3 % zur Anwendung. Ob solche Konzentrationen eine lokalanästhesierenden Effekt haben und daher, zumindest in der Langzeitanwendung, als nicht unbedenklich für Verbraucher anzusehen sind, wird kontrovers gesehen.
Kosmetische Präparate
Aqueo Lotion (D), Hydrolotio sensitive (D), Hyposens Lotion (D), Polaneth Lotion (D), Thesit-Gel (D)